# Elk County (Kansas)
Elk County ist ein County im Bundesstaat Kansas der Vereinigten Staaten. Der Verwaltungssitz (County Seat) ist Howard. Das U.S. Census Bureau hat bei der Volkszählung 2020 eine Einwohnerzahl von 2483 ermittelt.
Das County gehört zu den Dry Countys, was bedeutet, dass der Verkauf von Alkohol eingeschränkt oder verboten ist.

## Geographie
Das County liegt im Südosten von Kansas, ist im Süden etwa 40 km von Oklahoma entfernt und hat eine Fläche von 1684 Quadratkilometern, wovon acht Quadratkilometer Wasserfläche sind. Es grenzt im Uhrzeigersinn an folgende Countys: Greenwood County, Wilson County, Montgomery County, Chautauqua County, Cowley County und Butler County.

## Geschichte
Elk County wurde am 3. März 1875 aus Teilen des nicht mehr existenten Howard County gebildet. Benannt wurde es nach dem Elk River.
5 Bauwerke und Stätten des Countys sind im National Register of Historic Places eingetragen.

## Demografische Daten

Alterspyramide des Elk Countys (Stand: 2000)

Nach der Volkszählung im Jahr 2000 lebten im Elk County 3261 Menschen. Davon wohnten 86 Personen in Sammelunterkünften, die anderen Einwohner lebten in 1412 Haushalten und 923 Familien. Die Bevölkerungsdichte betrug 2 Einwohner pro Quadratkilometer. Ethnisch betrachtet setzte sich die Bevölkerung zusammen aus 95,1 Prozent Weißen, 0,2 Prozent Afroamerikanern, 1,0 Prozent amerikanischen Ureinwohnern, 0,2 Prozent Asiaten, 0,1 Prozent Bewohnern aus dem pazifischen Inselraum und 1,2 Prozent aus anderen ethnischen Gruppen; 2,3 Prozent stammten von zwei oder mehr Ethnien ab. 2,2 Prozent der Bevölkerung waren spanischer oder lateinamerikanischer Abstammung.
Von den 1412 Haushalten hatten 24,4 Prozent Kinder unter 18 Jahren, die mit ihnen gemeinsam lebten. 56,0 Prozent waren verheiratete, zusammenlebende Paare, 6,1 Prozent waren allein erziehende Mütter und 34,6 Prozent waren keine Familien. 32,9 Prozent aller Haushalte waren Singlehaushalte und in 18,6 Prozent lebten Menschen mit 65 Jahren oder darüber. Die Durchschnittshaushaltsgröße betrug 2,25 und die durchschnittliche Familiengröße betrug 2,84 Personen.
22,5 Prozent der Bevölkerung waren unter 18 Jahre alt. 5,8 Prozent zwischen 18 und 24 Jahre, 20,0 Prozent zwischen 25 und 44 Jahre, 26,5 Prozent zwischen 45 und 64 Jahre und 25,3 Prozent waren 65 Jahre alt oder älter. Das Durchschnittsalter betrug 46 Jahre. Auf 100 weibliche Personen kamen 91,5 männliche Personen. Auf 100 erwachsene Frauen ab 18 Jahren kamen 91,7 Männer.
Das jährliche Durchschnittseinkommen eines Haushalts betrug 27.267 USD, das Durchschnittseinkommen einer Familie betrug 34.148 USD. Männer hatten ein Durchschnittseinkommen von 28.580 USD, Frauen 16.219 USD. Das Prokopfeinkommen betrug 16.066 USD. 9,2 Prozent der Familien und 13,8 Prozent der Bevölkerung lebten unterhalb der Armutsgrenze.

## Orte im County
- Busby
- Cave Springs
- Elk Falls
- Fiat
- Grenola
- Howard
- Longton
- Moline
- Oak Valley
- Upola

Townships
- Elk Falls Township
- Greenfield Township
- Howard Township
- Liberty Township
- Longton Township
- Oak Valley Township
- Painterhood Township
- Paw Paw Township
- Union Center Township
- Wild Cat Township